# Михайловка (Александровский район, Донецкая область)
Миха́йловка (укр. Михайлівка) — село в Александровской поселковой общине Краматорского района Донецкой области Украины.

## Общие сведения
Население по переписи 2001 года составляло 914 человек. Телефонный код — 6269.

## Известные уроженцы
- Егубченко, Василий Кириллович — Герой Советского Союза.